# Buschteufel im Dschungel
Buschteufel im Dschungel ist ein US-amerikanischer Abenteuerfilm aus dem Jahr 1950 von William Berke. Produziert von Columbia Pictures ist er der fünfte von 16 Filmen, die auf dem Comicstrip Jungle Jim von Alex Raymond, der ab 1934 veröffentlicht wurde, basieren.

## Handlung
Captain Ann Kingsley von der US Army verschwindet im afrikanischen Dschungel. Sie hatte den Geheimauftrag, nach der Ngomapflanze zu suchen, an deren Fasern das Militär interessiert ist.
Dschungel Jim kämpft mit einem Krokodil, um den Körper eines Pygmäen bergen zu können. Bei dem Eingeborenen findet er ein Seil aus Ngomafasern und die Erkennungsmarke von Captain Kingsley. Jim trifft mit einer Suchmannschaft der US Army zusammen. Im Büro des Händlers Leon Marko besprechen Jim und Major Bolton die Lage und werden dabei von Marko belauscht. Jim ist erstaunt, dass es sich bei Kingsley um eine Frau und Expertin für tropische Pflanzen handelt. Er informiert den Major über einen in der Gegend tätigen Kult, genannt Buschteufel. Als ein Pfeil der Buschteufel ins Lager geschossen wird, untersucht Jim die Spuren. Er findet Stiefelabdrücke, was nahelegt, dass die Buschteufel keine Eingeborenen, sondern Weiße sind. Auch Marko ist auf der Suche nach der Ngomapflanze. Er versucht alles, die Suchmannschaft aufzuhalten.
Ein Pygmäenstamm, der die Pflanzen bewacht, hat Captain Kingsley aufgefunden und bietet ihr Hilfe an. Kingsley will zur nächsten Stadt und fährt mit dem Häuptling Makuba, versteckt auf einer schwimmenden Insel, flussabwärts. Sie nähern sich dabei einem von Marko gesteuerten Boot und versuchen, an Bord zu gehen. Marko sieht sie und schießt auf sie. Jim hört die Schüsse und kann Kingsley und Makuba aus dem Fluss holen. Auf Markos Boot konnte Kingsley eine Maske der Buschteufel an sich bringen, die sie nun Jim und den Soldaten zeigt. Jim, Kingsley und Makuba gehen den Soldaten voraus und verfolgen Marko. Einige von Markos Männern können ausgeschaltet werden, andere warnen Marko vor den Verfolgern. Er legt einen Hinterhalt für Jim, der jedoch von Makuba erkannt wird.
Die Soldaten erreichen den Sumpf, in dem die Ngomapflanze wächst. Marko und seine Männer verwickeln die Soldaten in ein Gefecht, bei dem Jim gefangen und als Geisel genommen wird. Die Pygmäen greifen in den Kampf ein, befreien Jim und können in Zusammenarbeit mit den Soldaten Marko und seine Männer besiegen. Zwar sind die Pflanzen bei dem Kampf zerstört worden, doch die Pygmäen versprechen, neue für die Amerikaner anzubauen.

## Hintergrund
Gedreht wurde der Film vom 5. bis zum 15. September 1950 in Arcadia und im Los Angeles County Arboretum and Botanic Garden.
Zwischen 1948 und 1955 entstanden 16 Filme für die Reihe, alle mit Johnny Weissmüller in der Hauptrolle. Die Reihe begann für ihn direkt im Anschluss nach seinem letzten Tarzanfilm Tarzan in Gefahr.
In kleinen, nicht im Abspann erwähnten Nebenrollen traten Billy Barty, Selmer Jackson, Angelo Rossitto und Harry Wilson auf.

## Veröffentlichung
Die Premiere des Films fand am 22. November 1950 statt. In der Bundesrepublik Deutschland kam er 1951 in die Kinos, in Österreich im Juli 1952.

## Kritiken
Der Kritiker der Variety war sich sicher, dass Weissmüllers Heldentaten interessant genug für Jugendliche seien.